# Brown Swiss

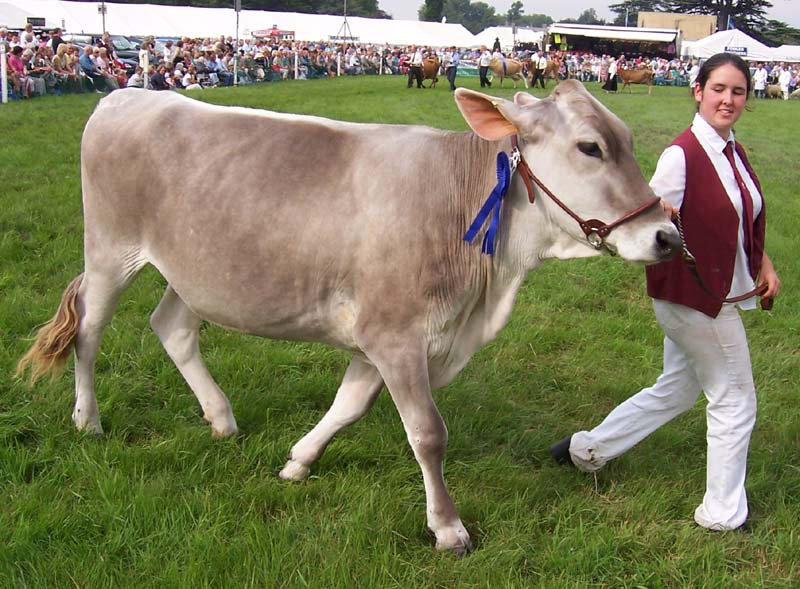
De Brown Swiss

De Brown Swiss is een runderras dat zijn oorsprong vindt in het noordoostelijke Alpengebied van Zwitserland. 
Hoewel het ras oorspronkelijk een dubbeldoelras is (het werd gehouden voor zowel het vlees als de melk) staan de (melk)koeien  bekend om hun hoge vet- en eiwit percentages. Ook om de sterke benen en hoeven zijn ze bekend. 
Mede door deze eigenschappen wordt dit ras gebruikt om in andere bloedlijnen in te kruisen, bijvoorbeeld in combinatie met Maas-Rijn-IJssel vee en recent ook veelvuldig Holstein-Friesian.

## Uiterlijke kenmerken
De koeien hebben een schofthoogte van 135-140 cm en wegen 650-700 kg; de stieren zijn 145-155 cm hoog en 1.050-1.125 kg zwaar.
De meest voorkomende kleur is grijsbruin, maar er zijn variaties van lichtgeel tot donkerbruin.
In de zomer is, onder invloed van de zon, de vacht meestal wat bleker van kleur.

## Verspreiding
Het ras is vooral te vinden in het Alpengebied (Zwitserland, Oostenrijk, het noorden van Italië en het zuiden van Duitsland). Daar blijft de populatie vrijwel stabiel.
De laatste jaren is het ras wel bezig aan een opmars in Frankrijk en Nederland.
Ook in de Verenigde Staten is het ras bekend.